# 투언푹
투언푹(베트남어: Thuần Phúc / 淳福 순복 / 1565년 ~ 1568년)은 베트남 막 왕조(莫朝) 제5대 군주 막머우헙(莫茂洽)의 첫번째 연호이다.
《대월사기전서》(大越史記全書)에는 1562년에서 1566년 정월(正月)까지 사용한 기록이 있으며, 《대월통사》(大越通史)에는 1565년에서 1566년까지 사용한 기록이 있다. 그러나, 막 왕조 때 건립한 비석의 비문들을 수집한 《막대비문》(Văn bia thời Mạc/莫代碑文)에는 1565년에서 1568년까지 사용한 기록이 있으므로, 정사 기록의 오기로 추정된다. 

## 개원 기록
- 《대월사기전서》(大越史記全書) 영종본기(英宗本紀) - 「辛酉, (正治)四年, ... , 十二月, 莫福源卒, 子茂洽立, 改元淳福.」...「丙寅, (正治)九年, ... ,春, 正月, 莫改元爲崇康元年, 移居菩提館.」
- 《대월통사》(大越通史) 막무흡전(莫茂洽傳) - 「正治七年甲子, 二月, 僣位年甫歲僞改明年元淳福. 」...「(正治)九年, ... , 茂洽改其淳福二年爲崇康元年.」

## 연대 대조표
| 투언푹 | 서기 (西紀) | 간지 (干支) | 후 레 왕조 연호 | 명나라 연호     |
| 원년   | 1565년      | 을축 (乙丑) | 찐찌(正治) 8년  | 가정(嘉靖) 44년 |
| 2년    | 1566년      | 병인 (丙寅) | 찐찌 9년        | 가정 45년       |
| 3년    | 1567년      | 정묘 (丁卯) | 찐찌 10년       | 융경(隆慶) 원년 |
| 4년    | 1568년      | 무진 (戊辰) | 찐찌 11년       | 융경 2년        |

## 동시대 연호

### 베트남
후 레 왕조(後黎朝)
- 찐찌(正治) (1558년 ~ 1571년)

### 중국
명(明)
- 가정(嘉靖) (1522년 ~ 1566년)
- 융경(隆慶) (1567년 ~ 1572년)

기타
- 채백관(蔡伯貫) 대보(大寶) (1565년 ~ 1566년)

### 일본
- 에이로쿠(永祿) (1558년 ~ 1570년)

## 같이 보기
- 베트남의 연호